# Pazuzu

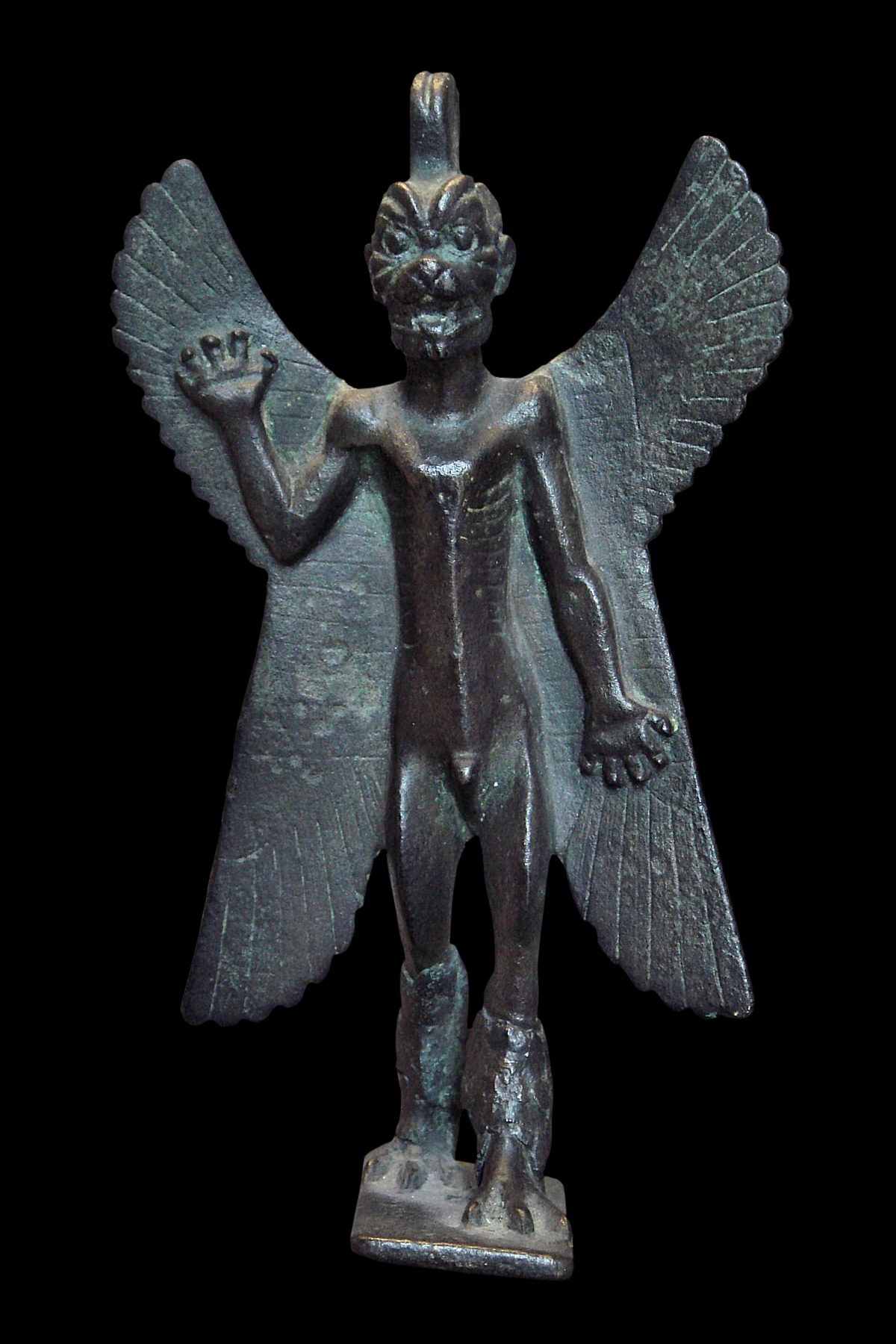
Demonul asirian Pazuzu, mileniul I î.Hr., Muzeul Louvre.

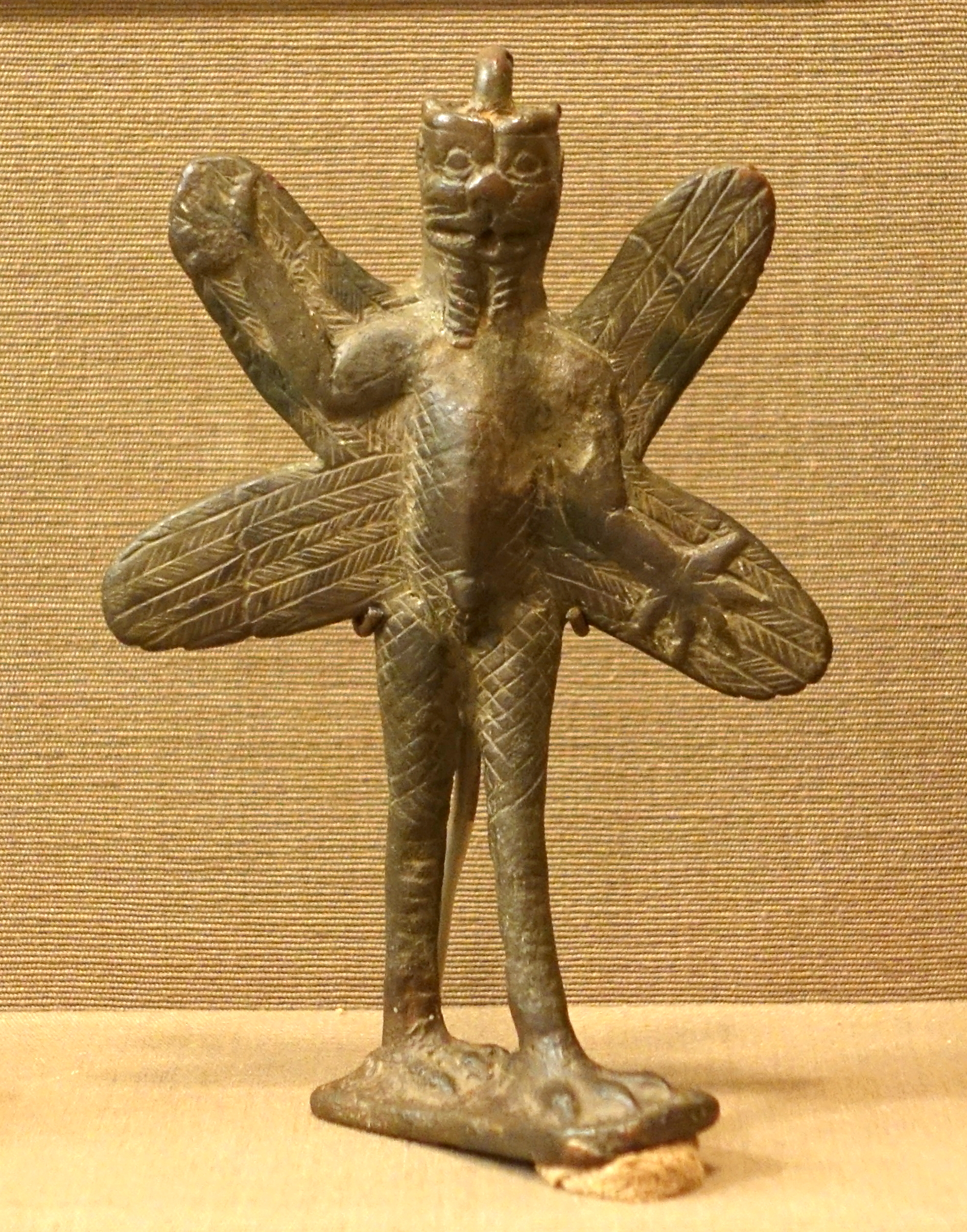
Figurină asiriană ce îl înfățișează pe Pazuzu

În mitologia asiriană și babiloniană, Pazuzu era regele demonilor vântului, fiul zeului Hanbi. El reprezenta, de asemenea, vântul dinspre sud-vest, purtător de furtuni și de secetă.

## Descriere
Pazuzu este un zeu demonic care a fost bine cunoscut babilonienilor și asirienilor de-a lungul primului mileniu î.Hr. El este prezentat cu „o față destul de canină, cu ochi anormal de bulbucați, un corp solzos, un penis cu cap de șarpe, ghearele unei păsări și, de obicei, cu aripi.” Se credea că este fiul zeului Hanbi. El a fost de obicei considerat ca fiind rău, dar ar putea fi uneori și o entitate binefăcătoare care a protejat împotriva vântului purtător de ciumă și se credea că el poate s-o forțeze pe Lamashtu să se ducă înapoi în lumea de dincolo. Amulete purtând imaginea lui au fost poziționate în locuințe pentru a proteja sugarii de Lamashtu, iar femeile însărcinate purtau frecvent amulete cu capul lui pe ele ca protecție împotriva zeiței demon Lamashtu.

## Cultura populară
Apare în seria de filme Exorcistul: mai multe persoane posedate de Pazuzu fiind exorcizate de părintele Lankester Merrin.